# Guido Mazzoni (rzeźbiarz)

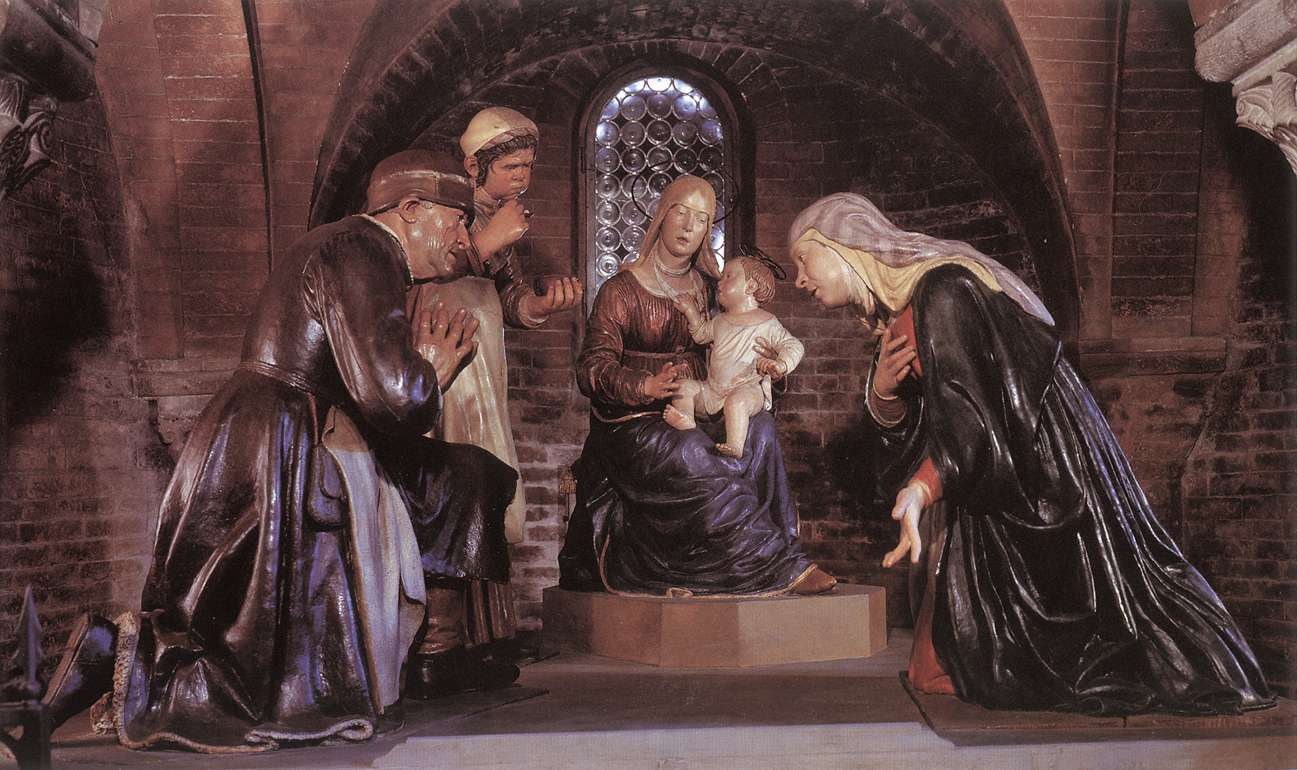
Rzeźba autorstwa Guido Mazzoniego Adoracja dzieciątka (zw. także "Madonną z dzieciątkiem", wł. Madonna della pappa); terakota, skala naturalna, Katedra w Modenie.

Guido Mazzoni (ur. ok. 1445 w Modenie, zm. 1518 tamże) – włoski rzeźbiarz i malarz epoki renesansu; aktywny w zawodzie w latach 1473–1518 w Bolonii, Neapolu i we Francji.